# Le voci di Nikolajewka
Le voci di Nikolajewka è una canzone di Bepi De Marzi pubblicata nel primo album del coro i Crodaioli, entrato nel repertori di molti cori di montagna.
Si rifà all'esperienza della ritirata dal fronte orientale (1941-1945), la quale ha avuto il suo culmine di sofferenza nella battaglia di Nikolaevka, nella quale l'ARMIR è accerchiata dall'Armata Rossa e combatte per rompere l'accerchiamento e poter tornare a casa.
Non contiene un testo vero e proprio, ma solo una parola, "Nikolajewka", che scandisce la musica ispirata alla musica popolare russa, una melodia che viene da lontano, quasi a ricordare il miraggio della salvezza, per terminare con un travolgente, potentissimo crescendo. Questo può essere interpretato tanto come l'urlo di chi non ha più speranza, quanto come l'impeto dei combattenti a sfondare l'accerchiamento per giungere finalmente all'Italia (secondo le parole di Giulio Martinat « Avanti alpini, avanti di là c'è l'Italia, avanti! »). 

## Testo
Nikolajewka. Oh, oh…, oh….
Nikolajewka. Oh, oh…, oh….
Nikolajewka. Oh, oh…, oh….
Nikolajewka. Oh, oh…, oh….
Nikolajewka. Oh, oh…, oh….